# Jacqueline Beaujeu-Garnier
Jacqueline Beaujeu Garnier (Aiguilhe, 1º maggio 1917 – Parigi, 1995) è stata una geografa francese.

## Biografia
Beaujeu Garnier nacque nel 1917 nell'Alta Loira, in Francia.

### Carriera
Tra il 1942 e il 1946 fu assistente all'Università della Sorbona di Parigi. Dal 1947 al 1948 fu maître de conférences (professoressa universitaria) a Poitiers. Nel 1948 tornò alla Sorbona come professoressa nella facoltà di Lettere e dal 1960 vi insegnò Geografia regionale. Insegnò anche all'Istituto di urbanistica e presiedette l'Union pour le réalisation des atlas régionaux.
Diresse inoltre le pubblicazioni L'information géographique e Images économiques du monde. Fu presidentessa della Société de Géographie di Parigi dal 1983 al 1995.

## Studi
Studiò soprattutto la geografia regionale, applicata in particolare alla sua madrepatria, al Regno Unito e agli Stati Uniti, nonché la geografia urbana e la geografia della popolazione.

## Opere (parziali)[1]
- Le Morvan et sa bordure, Parigi, 1950
- Le relief de la France, Parigi, 1953
- Géographie de la population, 2 voll., Parigi, 1956-58
- L'Europe de nord-ouest. Généralités. Les Iles Britanniques, Parigi, 1958-1963
- Traité de géographie urbaine (con G. Chabot), Parigi, 1964 (trad. it. 1970)
- La population française, Parigi, 1969
- Les régions des États-Unis, Parigi, 1969